# Jan Myrdals lilla pris – Robespierrepriset
Jan Myrdals lilla pris – Robespierrepriset (under en period kallat Robespierrepriset) är ett svenskt kulturpris, som delas ut årligen från och med 2010 och bekostas av Lasse Diding. Priset ska premiera en yngre svensk skribent eller konstnär som arbetar i en maktkritisk anda. Åren 2010–2017 utsågs pristagaren av Jan Myrdalsällskapet. År 2016 hade priset namnet ”Jan Myrdalbibliotekets lilla pris – Robespierrepriset, och 2017–2021 namnet ”Robespierrepriset”. Robespierrepriset, som är på 25 000 kronor, skulle, då Jan Myrdalsällskapet utsåg pristagaren, premiera en ung, lovande skribent eller konstnär som arbetade i Jan Myrdals kritiska anda. Prissumman var 2010–2021 10 000 kronor och höjdes till 25 000 kronor i och med 2022 års pris till Aleksej Sachnin.
Robespierrepriset delas ut samtidigt med Leninpriset.

## Ändring av prisutdelare
Robespierrepriset hade 2010–2015 namnet ”Jan Myrdals lilla pris – Robespierrepriset”, och Jan Myrdalsällskapet var utdelare (priset bekostades av Lasse Diding). Under perioden 2016–2018 genomförde Jan Myrdalsällskapet en stadgeändring med syfte att skilja priset från Jan Myrdals person och från Jan Myrdalsällskapet. Som ett första steg omtalades priset utåt som ”Jan Myrdalbibliotekets lilla pris – Robespierrepriset” 2016 på Jan Myrdals begäran. Åren 2017–2021 omtalades priset enbart som ”Robespierrepriset”. Denna förändring tog flera år att avsluta eftersom två årstämmobeslut fordras för ändring av Jan Myrdalsällskapets stadgar. Sedan 2022 heter priset åter ”Jan Myrdalbibliotekets lilla pris – Robespierrepriset” efter en överenskommelse 2020 mellan Jan Myrdal och Lasse Diding, och Lasse Diding är finansiär och ledare av en kommitté som utser pristagaren.

## Pristagare

### 2010–2015: Jan Myrdals lilla pris – Robespierrepriset
- 2010 Kajsa Ekis Ekman
- 2011 Martin Schibbye
- 2012 Jenny Wrangborg
- 2013 Gabriela Pichler
- 2014 Eija Hetekivi Olsson
- 2015 Sara Beischer

### 2016: Jan Myrdalbibliotekets lilla pris – Robespierrepriset
- 2016 Sápmi Sisters – Mimie och Maxida Märak (avstod från att ta emot priset[8])

### Från 2017: Robespierrepriset
- 2017 Anna Roxvall
- 2018 Henrik Bromander
- 2019 Daria Bogdanska
- 2020 David Ritschard
- 2021 Kalle Holmqvist

### Jan Myrdals lilla pris – Robespierrepriset
- 2022 Aleksej Sachnin
- 2023 Amanda Werne
- 2024 Fanny Klang